# 斯滕奥克泽尔
斯滕奥克泽尔（荷蘭語：Steenokkerzeel，荷蘭語發音：[ˌsteːnˈɔkərzeːl]）是比利时弗拉芒大区弗拉芒布拉班特省哈勒-维尔福德区的一个市镇，通行荷蘭語，是弗拉芒社群的一部分，面积23.46平方千米，人口12,090人（2018年1月1日）。

## 地名
该地名“Steenokkerzeel”发音为[ˌsteːnˈɔkərzeːl]而非[ˌsteːˈnɔkərzeːl]，《世界地名翻译大辞典》与《世界地名译名词典》将其断错音节而误译作“斯泰诺克泽尔”。